# Yuhi V
Pour les articles homonymes, voir Yuhi.
Yuhi V, né vers 1883 et mort en exil à Moba, au Congo belge, le 25 décembre 1944, de son nom de naissance Musinga, est l'un des derniers souverains du royaume du Rwanda. Devenu mwami (roi, en kinyarwanda) après l'assassinat de son demi-frère Mibambwe IV en 1896, il favorise les échanges avec les colonisateurs allemands mais se heurte à l'administration coloniale belge lorsque celle-ci reçoit mandat de la SDN à l'issue de la défaite allemande durant la Première Guerre mondiale.
Privant peu à peu le mwami de ses prérogatives, cherchant à imposer la religion catholique à la cour de Nyanza, les Belges finissent par déposer le roi le 12 novembre 1931 sous l'accusation d'« égoïsme et de lubricité ».
Déporté au Congo belge voisin le 14 novembre, le roi finit ses jours à Moba, tandis que son fils, le prince Charles Rudahigwa, est intronisé mwami du Rwanda le 16 novembre 1931 sous le nom de Mutara III.

## Biographie
À la mort de son père, le roi Kigeli IV en 1895, les abirus (conseillers royaux) choisissent tout naturellement son fils, le prince Rutalindwa, pour lui succéder, comme le veut la coutume. Intronisé sous le nom de Mibambwe IV, il ne règne cependant que quelques mois et est assassiné par sa belle-mère Kanjogera, laquelle intriguait pour mettre son propre fils sur le trône. C'est précisément ce qu'il advient : le jeune fils de Kanjogera, Musinga, monte sur le trône du Rwanda en 1896 sous le nom de Yuhi V.
Deux ans après son accession au trône, le mwami est confronté aux premières incursions allemandes dans la région des grands lacs. En 1898, un établissement allemand est installé à Ishangi, sur le Kivu. Contre toute attente, les relations entre colons et gouvernement royal apparaissent comme dépourvues d'animosité. Le résident allemand Richard Kandt s'installe à Kigali, tandis que la cour, autrefois itinérante, se fixe à Nyanza. Si l'économie est contrôlée par les colons, ceux-ci se gardent bien d'intervenir dans les affaires de la famille royale et du gouvernement. Roi de droit divin, considéré comme investi de pouvoirs magico-religieux par ses sujets, Yuhi V se heurte cependant aux premiers missionnaires, choqués par les rites et les traditions rwandaises qu'ils voient comme des « pratiques païennes ». Les querelles récurrentes entre les premiers Pères blancs et le mwami sont cependant tempérées par le pouvoir colonial allemand, désireux de préserver le principe d'administration indirecte garantissant la paix civile.
La défaite des allemands lors de la Première Guerre mondiale n'a pas uniquement des répercussions sur le sol européen (division des anciens empires, création de nouveaux États) mais également dans les colonies. Les possessions allemandes sont saisies et confiées à des mandataires choisis parmi les vainqueurs. Les Belges se voient confier le Ruanda-Urundi au titre de réparation de guerre en 1919.
Si la SDN stipule que le mandat belge doit être basé sur « une mission de civilisation basée sur un système d'administration indirecte », les nouvelles autorités coloniales ne se privent pas de s'immiscer dans les affaires du royaume, rognant de plus en plus sur les prérogatives du mwami. Le résident belge favorise les ordres missionnaires, lesquels s'opposent à ce qu'ils voient comme du paganisme et cherchent à anéantir les anciennes croyances et coutumes, qualifiées de « superstitions ». Les fils du roi eux-mêmes sont instruits dans les écoles des Pères blancs, où plusieurs d'entre eux se convertissent à la foi nouvelle (ainsi notamment de Rudahigwa, le futur Mutara III). Un vicariat apostolique est érigé en 1922 à Kigali, dont la charge est confiée à Mgr Léon-Paul Classe.
Au fil des ans, l'Église catholique imprime son empreinte dans le pays. Des pressions sont exercées sur le mwami pour qu'il se convertisse, ce qu'il refuse de faire. Le 12 novembre 1931, un coup d'État organisé par le résident du Ruanda, par le vice-gouverneur du Ruanda-Urundi et par le vicaire apostolique Mgr Classe mène à la déposition du roi et à la mise sur le trône de l'un de ses fils, Charles Rudahigwa. Deux jours plus tard, l'ancien mwami est exilé à Moba, au Congo belge, où il meurt le 25 décembre 1944,.

## Littérature
Une nouvelle de Ce que murmurent les collines évoque Musinga. Scholastique Mukasonga y fait parler un grand-père qui raconte que le roi lui a donné une vache, animal sacré pour la population. Cependant, les Hutu prennent finalement son troupeau, dont la descendance de la « vache royale », arguant de la « demokarasi du peuple majoritaire ». La nouvelle illustre, selon Gasana Ndoba, professeur de littérature africaine comparée, les dilemmes auxquels ont fait face les rwandais au début du XXe Siècle selon les générations : d'un côté, les plus âgés, attachés aux traditions ancestrales, représentés par le grand-père et Musinga qui sera d'ailleurs déporté par les colons belges pour avoir refusé de se convertir au catholicisme ; de l'autre, les plus jeunes, tentés par les avantages procurés par l'assimilation (éducation, emploi moderne rémunéré), représentés par Mutara III qui succèdera à son père en tant que premier roi baptisé du Rwanda.
Dans La piste fauve (1954), Joseph Kessel s'attarde longuement sur les débauches sexuelles (polygamie, inceste, pédérastie) de ce roi.